# Brymela websteri
Brymela websteri là một loài Rêu trong họ Hookeriaceae. Loài này được (H.A. Crum & E.B. Bartram) W.R. Buck mô tả khoa học đầu tiên năm 1987.